# Derrière le miroir (film)
Pour les articles homonymes, voir Derrière le miroir.
Pour plus de détails, voir Fiche technique et Distribution.
Derrière le miroir (Bigger Than Life) est un film américain sorti en 1956 réalisé par Nicholas Ray avec dans le rôle principal  James Mason, qui a aussi coécrit et produit le film.

## Synopsis
Ed, père de famille et professeur, de caractère doux et compréhensif, apprend qu'il a une maladie orpheline très grave et mortelle. Les docteurs lui proposent d'être parmi les premiers cobayes à ingérer un nouveau médicament, la cortisone, les résultats des premiers essais étant encourageants. Ed accepte, s'engageant à signaler tous les changements d'humeur qui pourraient apparaître lors des rendez-vous de suivi réguliers. Miraculeusement soulagé de ses douleurs, il reprend le cours de sa vie. Dès sa sortie de l'hôpital, il se montre exalté au point de dilapider les maigres finances familiales en une soirée. Au fil des jours, certains changements s'opèrent sur lui : son humeur fluctue entre l'euphorie et la tristesse, il devient plus impulsif, au point notamment d'absorber ses pilules à l'excès... mais n'en touche mot aux docteurs. Wally, collègue et ami fidèle et dévoué, est très inquiet, tout particulièrement après que Ed se soit fait remarquer par son comportement lors d'une rencontre parents-professeurs à l'école, puis à la suite de la lecture d'un article de journal traitant des effets secondaires observés chez d'autres consommateurs de cortisone : il propose plusieurs fois à Lou d'agir, lui offrant son aide à chaque fois. De peur qu'Ed soit interné, elle refuse, attribuant cet état au choc émotionnel provoqué par la maladie. Puis, devenu profondément mégalomane au point d'être agressif et tyrannique envers son entourage, celui-là tient des propos détestables auxquels jamais il n'aurait pensé auparavant. Richie, le fils, souffre de ne plus reconnaître son père et du comportement absolument fou de ce dernier.

### Épilogue
Un jour, ayant désormais la certitude que le médicament à base de cortisone est la source de ce changement de personnalité chez son père, Richie tente de subtiliser les pilules dans la chambre d'Ed. Hélas celui-ci le surprend et veut alors tuer femme et fils. Wally arrive miraculeusement pile à point pour s'interposer et il s'ensuit une bagarre entre les deux hommes. Ed finit à l'hôpital. Les médecins avouent qu'il n'est pas certain qu'Ed retrouve son esprit, altéré par les doses de cortisone. À son réveil, Ed semble toutefois retrouver son comportement normal et, se souvenant de ce qu'il lui a fait, s'excuse auprès de sa famille.

## Fiche technique
- Titre : Derrière le miroir
- Titre original : Bigger Than Life
- Réalisation : Nicholas Ray
- Assistant réalisateur : Eli Dunn
- Scénario : Cyril Hume, Richard Maibaum, Gavin Lambertnon (non crédité), James Mason (non crédité), Clifford Odets (non crédité) et Nicholas Ray (non crédité), d'après une histoire de Cyril Hume et Richard Maibaum et un article dans le The New Yorker de Berton Roueché
- Producteur : James Mason
- Société de production : 20th Century Fox
- Musique : David Raksin
- Direction musicale : Lionel Newman
- Arrangements musicaux : Edward B. Powell
- Directeur de la photographie : Joseph MacDonald
- Conseiller pour la couleur Leonard Doss
- Effets photographiques spéciaux : Ray Kellogg
- Montage : Louis R. Loeffler
- Son : W.D. Flick, Harry M. Leonard
- Direction artistique : Jack Martin Smith et Lyle R. Wheeler
- Décorateurs de plateau : Stuart A. Reiss et Walter M. Scott
- Costumes : Mary Wills et Charles Le Maire
- Maquillage : Ben Nye
- Distribution : 20th Century Fox (USA, France)
- Langue : anglais
- Pays de production :  États-Unis
- Format : DeLuxe Color - Cinémascope (1 x 2.35) - Son : Mono (optical prints) (Westrex Recording System)/4-Track Stereo (magnetic prints) (Westrex Recording System)
- Genre : Drame
- Durée : 95 minutes
- Date de sortie :
  - États-Unis : 2 août 1956

## Distribution
- James Mason (VF : Jean Davy) : Ed Avery
- Barbara Rush (VF : Nadine Alari) : Lou Avery
- Walter Matthau (VF : Michel André) : Wally Gibbs
- Robert F. Simon (VF : Marc Valbel) : Dr Norton
- Christopher Olsen (VF : Francis D'Orthez) : Richie Avery
- Roland Winters (VF : Jean-Henri Chambois) : Dr Ruric
- Rusty Lane (VF : Serge Nadaud) : Bob LaPorte
- Rachel Stephens (VF : Thérèse Rigaut) : Infirmière
- John Monaghan (VF : Jean Clarieux) : Sam, le chauffeur de Taxi
- Sid Melton (VF : Michel Roux) : l'autre chauffeur de Taxi
- Kipp Hamilton (VF : Nelly Benedetti) : Pat Wade
- Gus Schilling (non crédité) : un pharmacien

## Autour du film
- Berton Roueché publie dans le New Yorker du 19 septembre 1955, une enquête sur un malade soigné par la cortisone. Nicholas Ray, découvrant les effets désastreux du produit sur le comportement du patient, décide de tirer un film de cette histoire.

- Claude Chabrol, qui, parallèlement à sa carrière de réalisateur, travailla longtemps à trouver des titres français à des films américains distribués par le 20th Century Fox, revendique la paternité du titre Derrière le miroir.

### Article annexe
- Psychotrope au cinéma et à la télévision